# Кобенцль, Иоганн
Кобенцль, Иоганн (Ханс, в русских актах Ян; ?—1598) — комтур Немецкого ордена, императорский советник и посол.
В 1575 г. вместе с Бухау и в качестве его помощника послан был императором Максимилианом II в Москву к Иоанну Васильевичу. В 1572 г. умер в Польше последний из Ягеллонов. Германский император, желая предоставить польский престол эрцгерцогу Эрнсту, решил заручиться для этой цели содействием Иоанна IV и отправил к нему послов, которым поручил замолвить слово перед Иоанном за Ливонию.
В январе 1576 г. послы встретили царя в Можайске, откуда Кобенцль, отделившись от Бухау, отправился в Вильно, где работал в пользу возведения Эрнста на польский престол. Грозный в то время воевал с ливонцами и сам, в свою очередь, был не прочь заручиться поддержкой со стороны императора. Сначала он принял предложение о кандидатуре Эрнста дружелюбно; но когда в отношении Ливонии получил от них отказ, спокойно допустил занятие польского престола Стефаном Баторием.
Цель посольства, таким образом, достигнута не была, но оно имело другое важное значение: Кобенцль, по просьбе своего друга, архиепископа колочского Николая Дранковича, составил описание своего путешествия на иллирийском языке; латинский перевод напечатан у Старчевского, «Historiae Ruthenicae scriptores exteri» (Б., 1841); русский перевод в «Вестнике Европы» Каченовского ч. CXIII и в «Библиотеке для Чтения» (1842 г., т. 35).